# Ataque ao aeroporto de al-Mazzah em 1973
O Ataque ao Aeroporto de al-Mazzah aconteceu em 13 de outubro de 1973, sendo uma das séries de bombardeios realizado pela Força Aérea Israelense dentro do território Sírio durante a Guerra do Yom Kippur.

## Batalha
Jatos Israelenses F-4 e Mirage IIIC se aproximaram do aeroporto Al-Mazzah  para realizar uma série de ataques com o objetivo de neutralizar as bases de lançamento de mísseis, capazes de atingir o espaço aéreo Israelense. Pouco depois de entrarem  no espaço aéreo Sírio, a formação Israelense ficou sob fogo pesado da força aérea síria equipados com o soviético MiG-21. Os  pilotos Israelenses conseguiram derrubar dois MiG-21 e, em seguida, concentraram o ataque sobre a base aérea. Usando o Mirage IIIC modificado para função bombardeio, eles atingiram as pistas de pouso, criando crateras, além de destruir aeronaves ainda em solo. Durante o ataque um MiG-21 conseguiu abater um F-4 Phantom,tanto o piloto e o navegador sobreviveram, porém, caíram em hostil terreno perto da base aérea. Foram resgatados pelas forças da defesa de Israel (FDI). Outro F-4 Phantom foi severamente danificado pelo fogo antiaéreo vindo da base aérea; o avião foi escoltado de volta para o espaço aéreo Israelense, e retornou com segurança para base.

## Batalha terrestre
Durante a batalha aérea sobre a base, um F-4 Phantom II caiu próximo da base.O Exército Israelense (FDI) planejou uma operação para extrair o piloto abatido para a segurança, o FDI lançou um ataque contra as forças do Exército Sírio, que respondeu de com fogo de artilharia. No final a batalha terrestre foi vencida pela FDI, o exército Sírio sofreu um número mínimo de baixas no solo. Um F-4 Phantom II foi danificado em combate, e foi escoltado de volta em segurança após repetidos esforços de derrubar a aeronave debilitada pelas forças sírias.

## Consequências
Após o ataque irrompeu uma batalha entre as FDI e o exército sírio enquanto o Exército Israelense tentava de resgatar o piloto e o navegador que haviam se ejetado do F-4 Phantom II abatido. O ataque foi uma vitória Israelense, que teve um número mínimo de baixas em comparação com a força aérea síria que perdeu a base aérea e dois MIG-21's.